# Cavesco
Cavesco war ein spanisches Gewichts- und Getreidemaß.
- 1 Cavesco = 2,5 Quintale/Zentner = 10 Arroba = rund 262 Pfund (holländische)
- 1 Cavesco = 2 Zentner 63,18 Pfund (genauere Angabe)